# Weston (Teksas)
Weston – miasto w Stanach Zjednoczonych, w stanie Teksas, w hrabstwie Collin.